# Шон Магуайр
Шон Маґуайр (англ. Sean Maguire, народ. 18 квітня 1976, Лондон) — англійський актор та співак.

## Життєпис
Шон Маґуайр отримав першу популярність завдяки ролі в підлітковій мильній опері «Грендж Хілл» з 1988 по 1991 рік. У 1993 році він приєднався до мильної опері «Жителі Іст-Енду» в ролі молодого футболіста, після чого часто з'являвся в серіалах BBC. Так само, як і багато інших акторів мильних опер, Магуайр намагався зробити кар'єру в музиці, випустивши в 1990-х три альбоми в жанрі поп.
На початку 2000-х, Шон Маґуайр переїхав в США, де незабаром знайшов регулярну роботу у ситкомах «Не в центрі» (The WB, 2001—2002), «Ів» (UPN, 2003—2006) і «Клас» (CBS, 2006—2007). У 2008 році він зіграв головну роль у вкрай провальному фільмі «Знайомство зі спартанцями», після чого повернувся на телебачення з епізодичними ролями в серіалах «Купідон», «Мертва справа», «C. S. I.: Місце злочину Нью-Йорк» і «Мислити як злочинець».
У 2013 році, Магуайр отримав другорядну роль Робіна Гуда в третьому сезоні серіалу ABC «Якось у казці», а в п'ятому сезоні приєднався до основного складу. Він також з'явився в недовго проіснувавшого спін-оффі шоу, «Якось в країні чудес».